# آگاتا کریستی: قتل در قطار سریع‌السیر شرق
آگاتا کریستی: قتل در قطار سریع‌السیر شرق(به انگلیسی: Agatha Christie: Murder on the Orient Express) یک بازی‌رایانه‌ای در سبک ماجرایی است که توسط شرکت AWE تولید شده و تو سط کمپانی ادونچر و برای ویندوز منتشر شده‌است. این بازی دومین بازی از سری آگاتا کریستی است.